# The Best of John Coltrane
The Best of John Coltrane è un album raccolta del musicista jazz John Coltrane, pubblicato nel 1970 dalla Atlantic Records.

## Descrizione
L'album venne pubblicato tre anni dopo la morte di Coltrane come parte della serie "Atlantic Jazz Anthology", una serie di greatest hits dedicata agli artisti jazz della Atlantic. Per ragioni di diritti di pubblicazione, i brani inclusi nella compilation provengono esclusivamente dal breve periodo passato da Coltrane sotto contratto con la Atlantic Records.
Tre brani inclusi nella raccolta, Cousin Mary, Giant Steps, e Naima, provengono dalle sessioni del 1959 per l'album Giant Steps e rappresentano l'apice del periodo di sperimentazione dell'artista con le tecniche da lui ideate "Coltrane changes" e "Sheets of Sound". La sua celebre reinterpretazione dello standard My Favorite Things in stile modal jazz proviene dall'omonimo album e venne registrata nel 1960 in contemporanea con i brani che finirono sull'album Coltrane's Sound pubblicato nel 1964 (Central Park West ed Equinox). Anche se il periodo trascorso alla Atlantic fu solo una breve parentesi nella carriera di Coltrane, il materiale da lui inciso è esemplare nell'indicare lo sviluppo futuro di quella che sarebbe stata la sua musica negli anni a venire.

## Accoglienza
L'album raggiunse la posizione numero 20 nella classifica jazz di Billboard nel febbraio 1971.

## Tracce
Tutti i brani sono opera di John Coltrane e pubblicati dalla Jowcol, BMI, eccetto My Favorite Things, composta da Richard Rogers & Oscar Hammerstein e pubblicata su autorizzazione della Williamson ASCAP
Lato 1
1. My Favorite Things (dall'album My Favorite Things, 1961) – 13:41
2. Naima (dall'album Giant Steps, 1960) – 4:21
3. Giant Steps (dall'album Giant Steps) – 4:43

Lato 2
1. Equinox (dall'album Coltrane's Sound, 1964) – 8:33
2. Cousin Mary (dall'album Giant Steps) – 5:45
3. Central Park West (dall'album Coltrane's Sound) – 4:12

## Crediti
Musicisti in Giant Steps
- John Coltrane – sassofono tenore
- Paul Chambers – contrabbasso
- Jimmy Cobb – batteria in Naima
- Tommy Flanagan – pianoforte in Cousin Mary e My Favorite Things
- Wynton Kelly – pianoforte in Naima
- Art Taylor – batteria in Cousin Mary e My Favorite Things

Musicisti in Coltrane's Sound e My Favorite Things
- John Coltrane – sassofono soprano in My Favorite Things, sax tenore e soprano in Central Park West e Equinox
- Steve Davis – contrabbasso
- Elvin Jones – batteria
- McCoy Tyner – pianoforte

Altri
- Tom Dowd – ingegnere del suono
- Nesuhi Ertegün – produzione
- Loring Eutemey – cover design
- Lee Friedlander – fotografie
- Nat Hentoff – note interne
- Phil Iehle – ingegnere del suono in Giant Steps
- Stephen Innocenzi – masterizzazione audio in Giant Steps